# Pangraptella herbitecta
Pangraptella herbitecta là một loài bướm đêm trong họ Noctuidae.